# Cobra Skulls
Cobra Skulls est un groupe américain de rock, originaire de Reno, au Nevada.

## Histoire
Cobra Skulls est formé en 2005 à Reno, au Nevada, par Devin Peralta (basse, chant), Charlie Parker (guitare) et Chad Cleveland (batterie). Ils sortent un EP intitulé Draw Muhammad en 2006. L'EP attire l'attention de Red Scare Industries qui signe le groupe et sort son premier album Sitting Army en 2007. Ils sortent un vinyle intitulé Never Be a Machine en 2008.
Pour promouvoir l'album, le groupe part en tournée avec Against Me!, Mad Caddies et The Loved Ones, en ouverture de spectacles pour eux. Durant la tournée 2007, le groupe ajoute un deuxième guitariste, Adam Beck. Le 20 août 2008, le groupe annonce s'être séparé du guitariste Charlie Parker. Leur deuxième album, American Rubicon, sort en 2009. Avant sa sortie, le groupe participe à la tournée Old Skars and Upstarts avec Anti-Nowhere League et Duane Peters. Suivi d'une tournée d'ouverture sur la côte ouest pour Lawrence Arms et Teenage Bottlerocket.
Le groupe signe avec Fat Wreck Chords en mars 2010. À cette époque, Chad Cleveland quitte le groupe et est remplacé par le batteur Luke Swarm. Le 3 août 2010, le groupe annonce sur sa page de blog Myspace qu'il enregistrait un nouvel EP de cinq chansons avec Fat Mike qui sortirait sous le nom de Bringing the War Home en 2011. L'une des chansons de l'EP, une reprise de Give you Nothing de Bad Religion, figure également sur l'album hommage à Bad Religion, Germs of Perfection, sorti en 2010. En 2012, le groupe se sépare du guitariste Adam Beck, qui est remplacé par l'ancien bassiste de Nothington, Tony Teixeira. En octobre 2012, le groupe sort le vinyle 7 pouces Eagle Eyes chez Fat Wreck Chords, et tourne également une vidéo pour la chanson titre.
Dans une interview accordée au San Francisco Gate en décembre 2013, Peralta annonce la séparation du groupe. Ils jouent trois derniers concerts ce mois-là en ouverture de Good Riddance. En 2018, le groupe annonce qu'il jouerait au Punk Rock Bowling, ce qui marque la première fois qu'il jouera ensemble en 5 ans. Depuis, ils jouent périodiquement.

## Discographie
- 2007 : Sitting Army (Red Scare Industries)
- 2009 : American Rubicon (Red Scare Industries)
- 2011 : Agitations (Fat Wreck Chords)

### EP
- 2005 : Eat Your Babies
- 2006 : Draw Muhammad (Red Scare Industries)
- 2008 : Never Be a Machine (Red Scare Industries)
- 2011 : Bringing the War Home (Fat Wreck Chords)
- 2012 : Eagle Eyes (Fat Wreck Chords, 2012)

### Splits
- 2006 : Split avec Cobra Skulls/Beercan (Humaniterrorist)
- 2009 : Split avec Cobra Skulls/Andrew Jackson Jihad (Suburban Home Records)
- 2013 : Split avec Cobra Skulls/Larry and his Flask (Asian Man Records)